# Midnattsol
Midnattsol (Noors voor Middernachtzon) is een Noors/Duitse folk-metalband.
Hoewel de muziekstijl omschreven kan worden als gothic metal, prefereert de band de term Nordic folkmetal vanwege de folk-elementen in de muziek en vanwege de lyrics, die grotendeels op Noorse volksverhalen geïnspireerd zijn. De band is in 2002 opgericht door de Noorse zangeres Carmen Elise Espenæs en de Duitse gitarist Christian Hector. Carmen Elise is het jongere zusje van Liv Kristine Espenæs, de voormalige zangeres van de band Leaves' Eyes.
In 2003 verscheen de demo Midnattsol. Hun eerste volledige album, Where Twilight Dwells kwam uit in 2005. Hun tweede studioalbum Nordlys verscheen in 2008. Hun derde album The Metamorphosis Melody is in april 2011 uitgekomen.
In dat jaar speelde Midnattsol al op twee Belgische festivals; namelijk Durbuy Rock en Metal Female Voices Fest. Op deze laatste staan ze voor de vierde keer.
Ook toerden de bands van de twee zussen in het voorjaar van 2011 voor het eerst gezamenlijk door Europa.
Op 14 december 2017 werd bekendgemaakt dat Liv Kristine officieel lid van de band is geworden. Hun nieuwe album, The Aftermath, kwam uit op 25 mei 2018.

## Bezetting
Huidige leden
- Carmen Elise Espenæs – zangeres (2002-heden)
- Chris Merzinsky - drummer (sinds 2002)
- Daniel Fischer - toetsenist (2002-heden)
- Alex Kautz - gitarist (2009-heden)
- Stephan Adolph - gitarist, basgitarist (2017-heden)
- Liv Kristine - zangeres (2017-heden)

Voormalige leden
- Christian Hector - gitarist (2002-2008)
- Fabian "Fabz" Pospiech - gitarist (2008-2009)
- Daniel Droste - gitarist (2003-2010)
- Christian Fütterer – gitarist (2002)
- Birgit Öllbrunner - basgitariste (2002-2017)
- Chris Merzinsky – drummer (2002-2017)
- Matthias Schuler – gitarist (2011-2017)

## Discografie
Demo's
- Midnattsol (2003)

Studioalbums
- Where Twilight Dwells (2005)
- Nordlys (2008)
- The Metamorphosis Melody (2011)
- The Aftermath (2018)